# Université de Hokkaidō
Vous lisez un « bon article » labellisé en 2012.
L’université de Hokkaidō (北海道大学, Hokkaidō daigaku, couramment abrégée en Hokudai, 北大) est une université nationale du Japon. Elle a été fondée en 1876 comme collège d'agriculture de Sapporo, avant d'être élevée au rang d'université impériale du Japon en 1918. Elle appartient depuis 2004 à l’association des universités nationales du Japon.
L’université compte deux campus principaux à Sapporo et à Hakodate tous deux dans la préfecture de Hokkaidō. Elle forme en 2011 quelque 18 227 étudiants, dont 1 340 étrangers, et compte 3 917 personnes travaillant dans des activités liées à la recherche ou à l’enseignement. Elle est structurée en douze facultés pour le premier cycle et dix-neuf pour les cycles suivants. Elle compte par ailleurs plusieurs infrastructures, dont un hôpital, un service de bibliothèques comptant presque quatre millions de titres, ainsi qu’un musée.
Parmi les personnalités liées à l’université, un ancien étudiant a obtenu un prix Nobel, un autre a été spationaute et trois ont obtenu un prix Akutagawa.

## Histoire

### Contexte de création
Avec le début de l’ère Meiji au Japon à partir de 1868, le pays commence un mouvement important de valorisation de Hokkaidō, jusque-là faiblement peuplée. La modernisation du pays à cette époque impose le développement de terres agricoles, et les prétentions territoriales de la Russie impériale dans la région incitent les dirigeants japonais à affirmer leur présence dans cette zone. Entre 4 et 5 % du budget de l’État sont ainsi alloués au développement de l’île dans les années 1870.
Dans ce contexte, la Kaitakushi, l’agence gouvernementale chargée de la mise en valeur de ce territoire, met en place en 1874 une école provisoire à Tokyo dans le but de sélectionner et de former de futurs cadres agricoles, mais aussi de préparer la création d’une école à Hokkaidō. Dans le même temps, des conseillers étrangers sont recrutés, principalement aux États-Unis, pour former les futurs élèves aux méthodes occidentales.

### Le collège d'agriculture de Sapporo

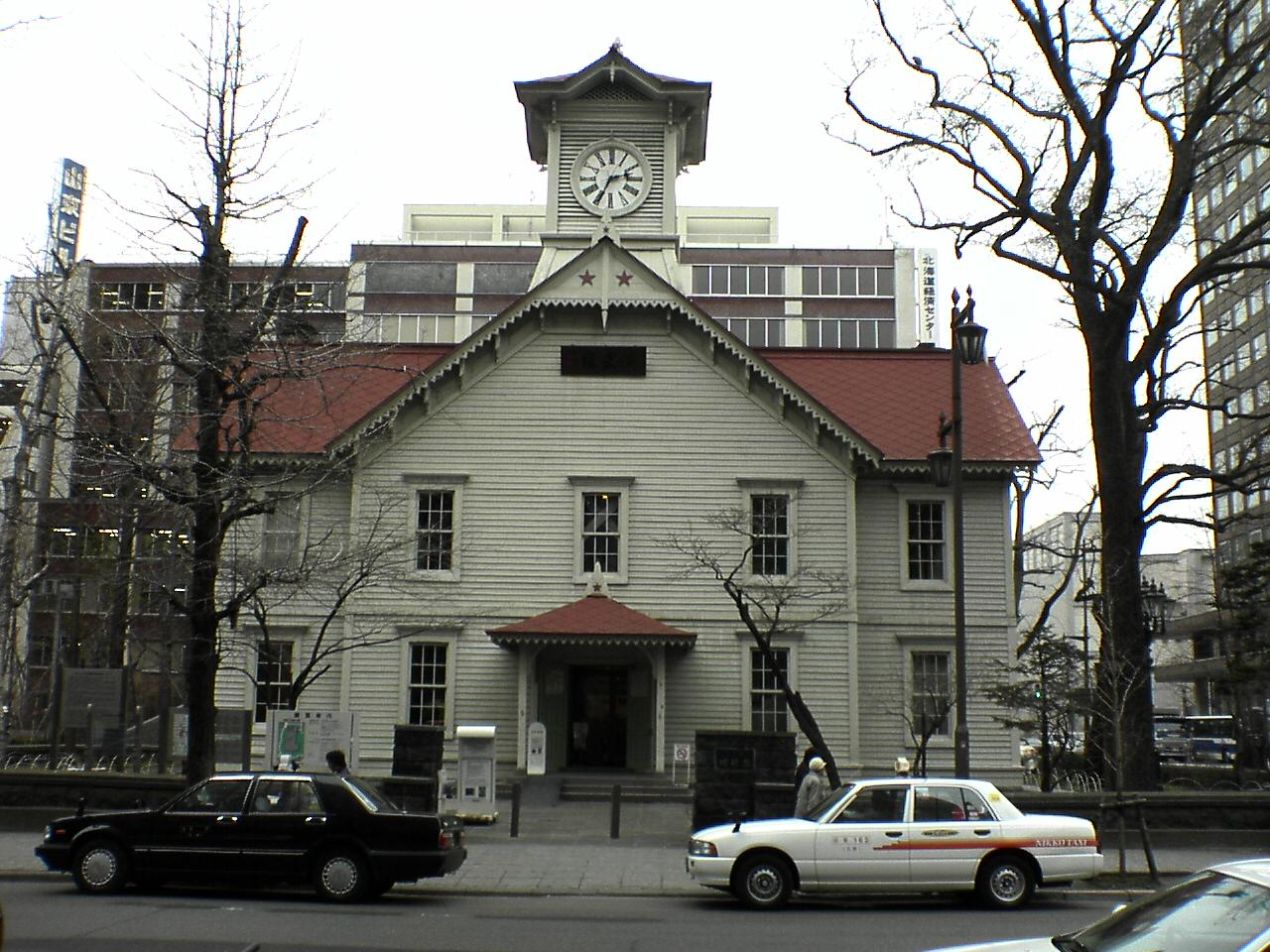
La tour de l'horloge de Sapporo est construite par le collège dans ses premières années.

Le collège d'agriculture de Sapporo (札幌農學校, Sapporo nōgakkō) ouvre officiellement en août 1876 avec une première promotion de 24 élèves. Le gouvernement limite dans un premier temps le nombre d’élèves à une cinquantaine avant de lever ce seuil en 1879, et en 1881 un premier pic est atteint avec 300 élèves. La même année, l’empereur visite l’établissement dans le cadre d’une tournée dans l’île. Le collège est géré par la Kaitakushi jusqu’à sa dissolution en 1882 et celle-ci constitue un débouché naturel pour ses diplômés. Les années suivantes sont plus compliquées pour le collège, sa gestion passant d’une administration à une autre, étant plusieurs fois menacé de fermeture, et il faut attendre 1901 pour que le nombre d’étudiants retrouve son niveau de 1881.
L’établissement compte pendant ses premières années plusieurs conseillers étrangers dans son corps enseignant, dont plusieurs personnes liées au collège d’agriculture du Massachusetts comme William Smith Clark ou William Penn Brooks. Les derniers enseignants étrangers y exercent jusqu’en 1893, et de nouvelles techniques agricoles et machines sont ainsi introduites.
Le collège poursuit son développement matériel. Plusieurs bâtiments comme l’actuelle tour de l'horloge de Sapporo ouverte en 1878 sont construits par le collège dans le centre-ville. Il déménage par ailleurs entre 1899 et 1903 de son emplacement initial, situé entre l’actuelle gare de Sapporo et le parc Ōdōri, dans son campus actuel au nord de la gare là où il possède à l’époque ses champs d’expérimentation.

### Développement comme université

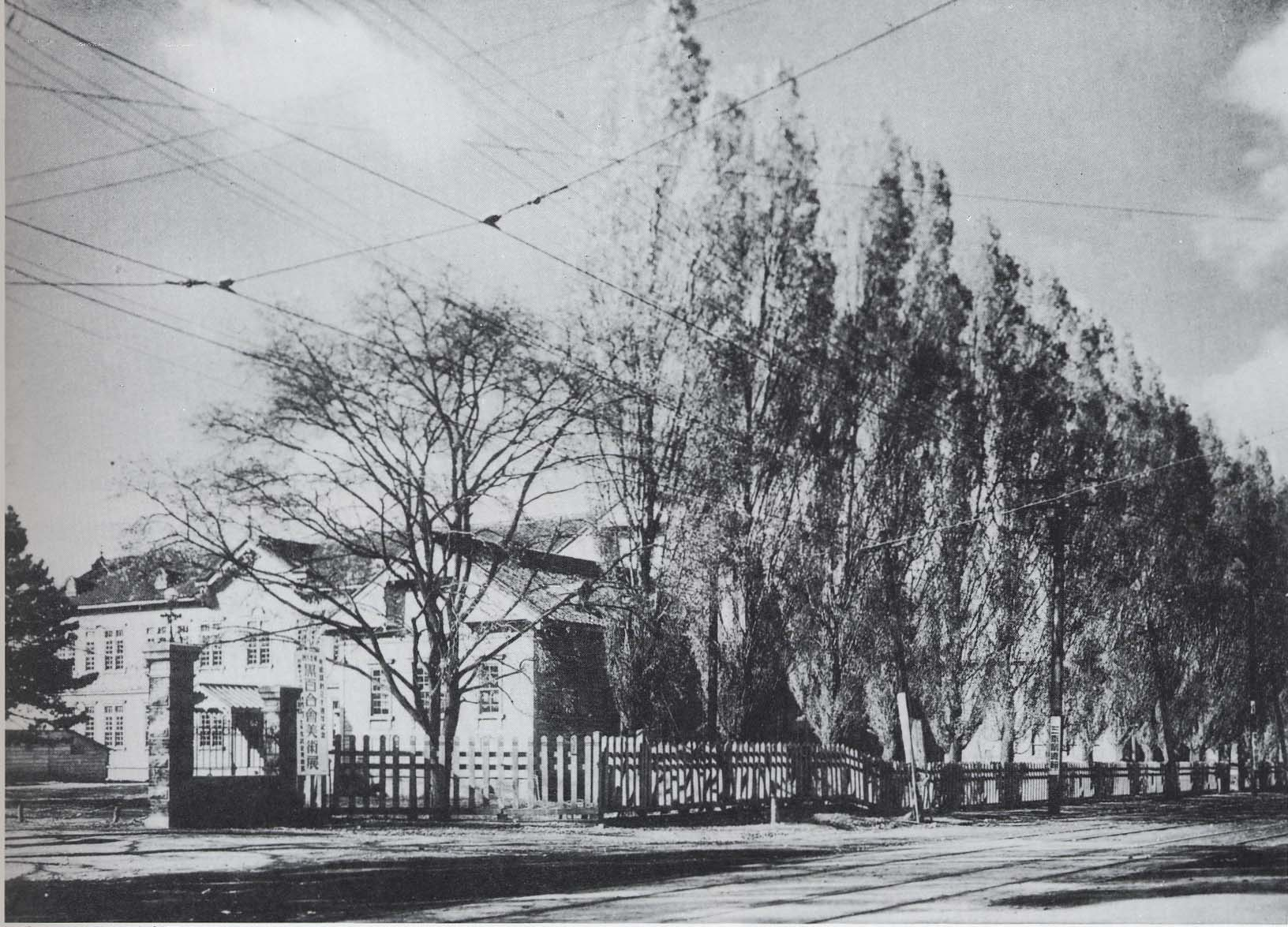
Le campus de 1934 avec ses rangées de peupliers coupe-vent.

Dans la seconde moitié des années 1890, l’idée d’élargir les activités du collège au-delà de l’agriculture commence à se développer à Sapporo. Le but est d’obtenir des formations en droit ou en lettres à une époque ou l’État s’investit dans la création d’un système d’universités impériales. Le collège est intégré comme l’une des composantes de l’université du Tōhoku lorsque celle-ci est ouverte en 1907, ce qui permet d’élargir les enseignements à la sylviculture, à la pêche, et à l’ingénierie.
À la suite de cette première reconnaissance universitaire, une campagne est lancée dans la presse locale afin d’obtenir l’autonomisation du collège de Sapporo dans le but qu’il devienne une université de plein droit. La date symbolique de 1918, marquant le cinquantième anniversaire de l’établissement, est mise en avant pour justifier cette demande et le collège parvient à obtenir cette promotion. Le 1er avril 1918, il devient ainsi l’université impériale de Hokkaidō (北海道帝國大學, Hokkaidō teikoku daigaku).
De nouvelles facultés sont ouvertes par l’établissement dans les décennies qui suivent : en 1919 s’ouvre la faculté de médecine, suivie en 1924 par la faculté d’ingénierie et en 1930 par la faculté de sciences. Une faculté de droit et lettres ouvre elle en 1947. De nouvelles infrastructures sont aussi créées à cette époque, comme l’hôpital universitaire ouvert en 1920, ou le campus de Hakodate qui est inauguré en 1935. Enfin, de premières structures destinées à la recherche ouvrent à cette époque, comme l’institut sur les basses températures qui est inauguré en 1941.

### L'après-guerre
À la suite de la défaite du Japon lors de la Seconde Guerre mondiale, le système universitaire japonais est restructuré par l’occupant américain. En 1947, l’université prend son nom actuel d’université de Hokkaidō (北海道大学, Hokkaidō daigaku). En mai 1949, une loi sur l’éducation réforme le système universitaire japonais. La durée du premier cycle universitaire passe ainsi de trois à quatre ans, et le nombre de facultés de premier cycle passe à sept. Les deuxièmes cycle et troisièmes cycles sont eux aussi réformés en 1953 et structuré autour de neuf graduate schools.
Durant les années 1950 et 1960, les activités sur le campus de l’université sont comme dans le reste du pays perturbées par des mouvements étudiants d’extrême gauche. Aux revendications classiques de l’époque s’ajoutent des spécificités plus locales, comme la présence d’une base militaire américaine dans la ville voisine de Chitose ou des revendications des Aïnous. Ceci complique par ailleurs la mise en place de partenariats avec des universités américaines.
L’université développe ses capacités de recherche en ouvrant de nouveaux laboratoires de recherche, principalement entre la fin des années 1970 et le milieu des années 1980, et diversifie à la même époque ses formations de deuxième et troisième cycle. Une nouvelle vague de développement a lieu à partir du milieu des années 1990, le ministère de l'Éducation s’investissant alors dans la création de composantes de deuxième cycle et d'écoles professionnelles.
En 2004, l’établissement devient, par le biais d’une nouvelle loi s’appliquant à toutes les universités du pays, une entreprise d’université nationale. Malgré ce changement qui a augmenté son autonomie, notamment financière, l’université de Hokkaidō est toujours partiellement contrôlée par le ministère de l'Éducation. Au cours de la même décennie, les facultés de troisième cycle ainsi que les structures de recherche connaissent une nouvelle phase de croissance.

### Liste des présidents
| Hirotake Chōsho (調所広丈)  | 1875-1881 | Yutaka Kon (今裕)              | 1937-1945 | Shigekazu Imamura (今村成和) | 1975-1981   |
| Genzō Mori (森源三)         | 1881-1886 | Seiya Itō (伊藤誠哉)           | 1945-1950 | Mikio Arie (有江幹男)        | 1981-1987   |
| Shōsuke Satō (佐藤昌介)     | 1887-1888 | Yoshichika Shima (島善鄰)      | 1950-1954 | Yoshio Ban (伴義雄)          | 1987-1991   |
| Bunzō Hashiguchi (橋口文蔵) | 1888-1891 | Harusada Suginome (杉野目晴貞) | 1954-1966 | Tsutomu Hiroshige (廣重力)   | 1991-1995   |
| Shōsuke Satō (佐藤昌介)     | 1891-1930 | Jirō Furuichi (古市二郎)       | 1966-1967 | Norihito Tanbo (丹保憲仁)    | 1995-2001   |
| Takajirō Minami (南鷹次郎)  | 1930-1933 | Jurō Hariuchi (堀内壽郎)       | 1967-1971 | Mutsuo Nakamura (中村睦男)   | 2001-2007   |
| Kumao Takaoka (高岡熊雄)    | 1933-1937 | Kichizō Niwa (丹羽貴知蔵)      | 1971-1975 | Hiroshi Saeki (佐伯浩)       | Depuis 2007 |

## Composantes
L’université est structurée en facultés de premier cycle (学部) pour les activités d’enseignement de premier cycle universitaire et de recherche ; en facultés de cycles supérieurs (研究科, kenkyūka), désignées aussi sous l’appellation de graduate schools, qui ont la charge des étudiants de deuxième et troisième cycle universitaire ; ainsi qu’en instituts de recherche chargés d’une partie de la recherche. L’université compte aussi des services communs qui centralisent certaines des activités transverses de l’établissement.

### Composantes d'enseignement

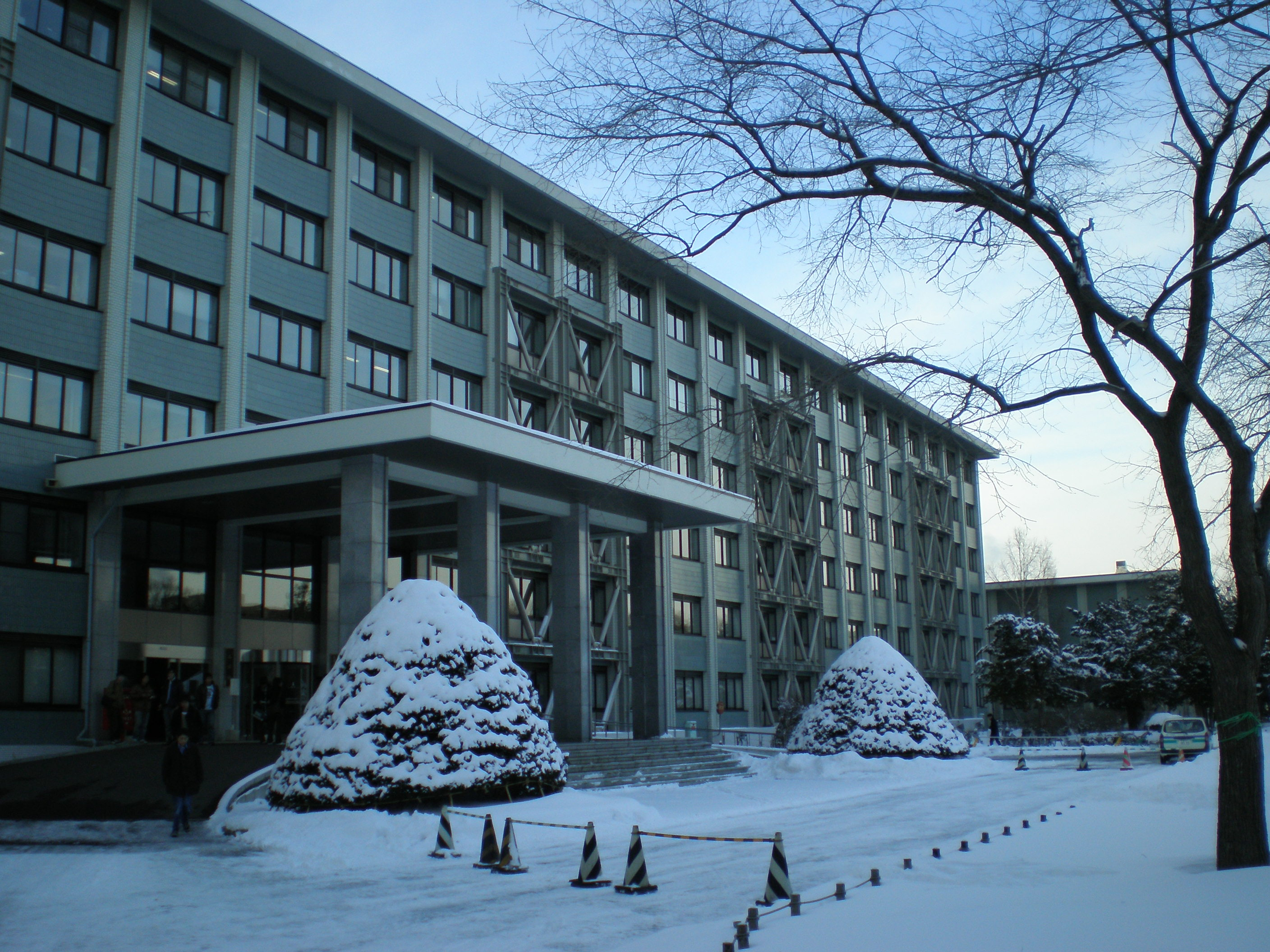
Faculté d'ingénierie.

L’université compte douze facultés de premier cycle (学部, gakubu) où sont inscrits en 2011 11 712 étudiants. Les champs de spécialité de chacune d’elles sont : lettres, éducation, droit, économie, médecine, odontologie, sciences pharmaceutiques, ingénierie, sciences, médecine vétérinaire, sciences halieutiques, et agriculture.
L’établissement compte par ailleurs 19 facultés de cycles supérieurs (研究科, kenkyūka) où sont inscrits en 2011 6 468 étudiants. Les champs de spécialité de chacune d’elles sont : lettres, éducation, droit, économie, médecine, odontologie, médecine vétérinaire, communication et médias internationaux, science de l'information et des communications, science halieutique, science de l'environnement, sciences, pharmacie, agriculture, sciences de la vie, administration publique, sciences et technologie, l'ingénierie, et la chimie.

### Composantes de recherche

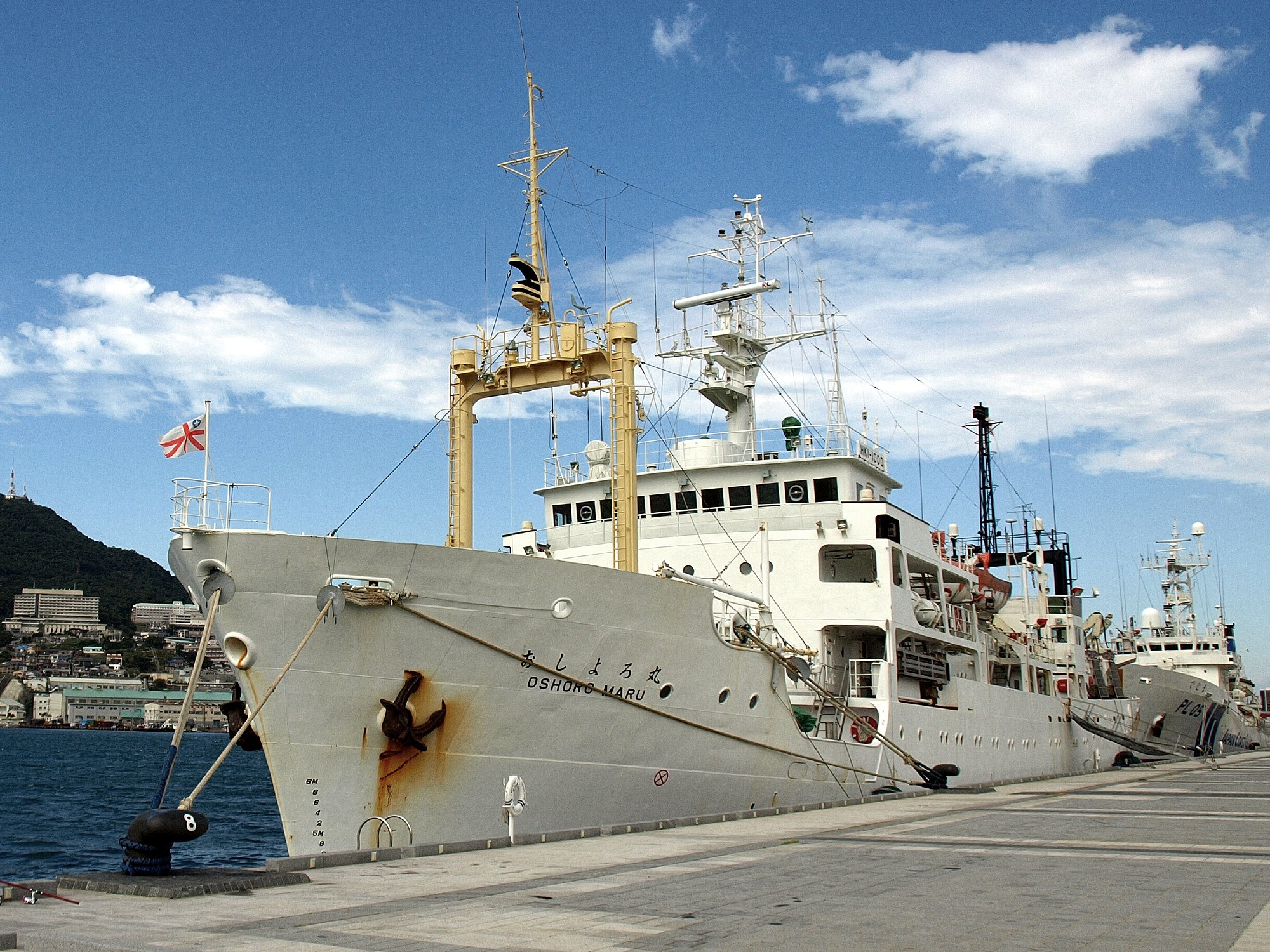
Le Osoro Maru, l'un des navires de recherche de l'université.

Trois instituts de recherche sont administrés par l’université, à savoir le centre de recherche sur les basses températures, l’institut de recherche en sciences de l’électronique et l’institut de génie génétique, ce dernier étant structuré en deux départements.
De plus, 25 autres instituts de recherche dépendent de facultés ou sont liés à d’autres administrations de l’université. Il s’agit du centre de recherche sur le tourisme, le centre de langues, le centre de recherche sur la culture Aïnu, le centre de recherche expérimentale en sciences sociales, l'institut de recherche en droit et sciences politiques, le centre en nanosciences et bio-ingénierie, le centre pour le développement durable, le centre en science et technologie de la topologie, le centre sur les sciences de la santé, le centre de recherche sur les traductions, le centre de recherche sur les catalyses, le centre de recherche sur les cultures slaves, le centre sur les sciences de l'information, le centre de recherche sur les isotopes, le centre de recherche en électronique quantique, le centre sur la biosphère septentrionale, le centre de recherche sur le cerveau, le centre de recherche sur la zoonose, le centre de mathématiques appliquées, le centre de santé, le centre de recherche vétérinaire, le centre de santé-environnement, ainsi que trois autres laboratoires, un lié au musée, un autre à l'hôpital universitaire, et un autre aux archives de l’université.

### Composantes communes

#### Hôpital

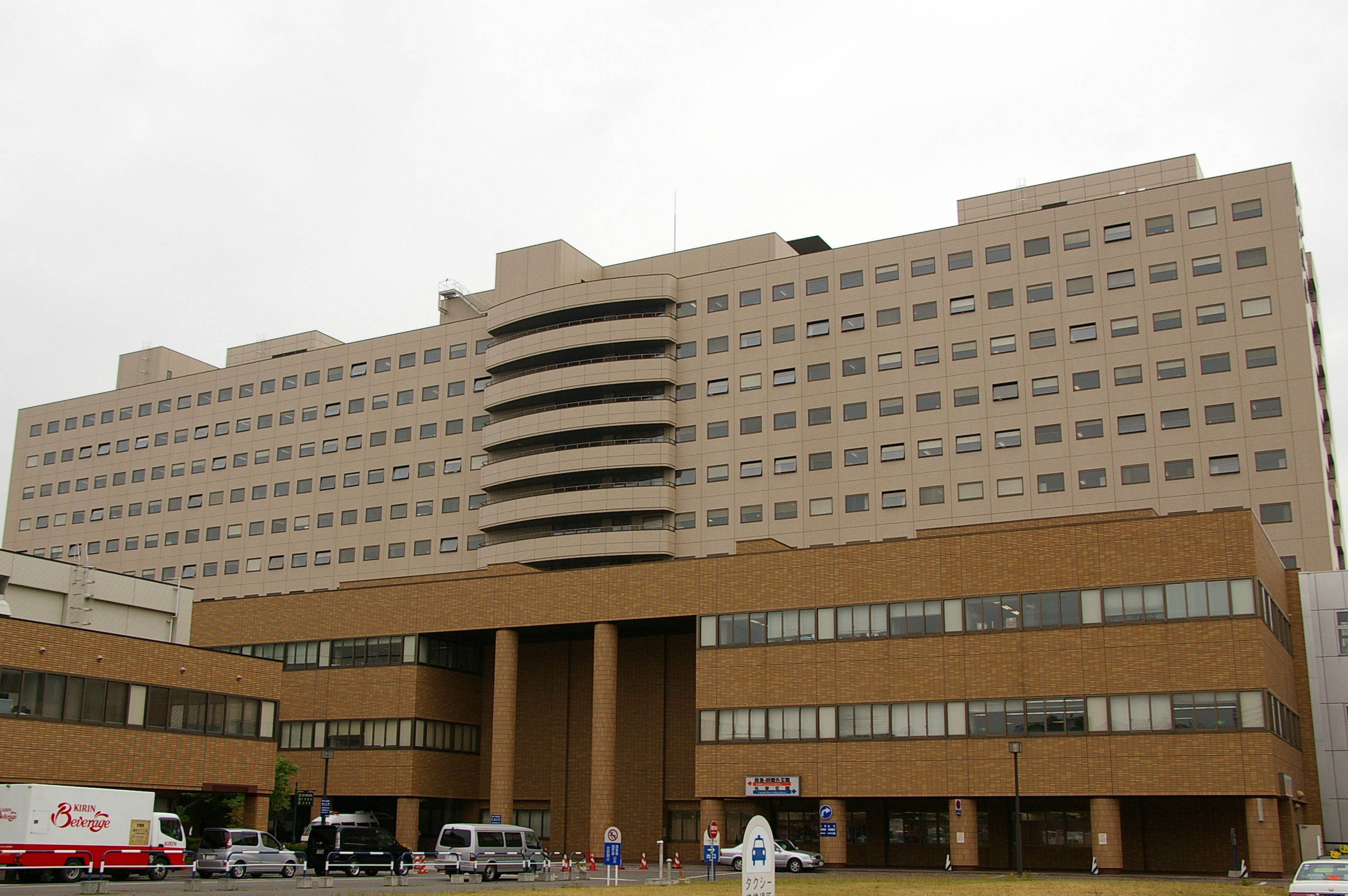
L'hôpital universitaire.

L’université dispose d’un hôpital universitaire depuis 1921 qui travaille depuis ses débuts en lien avec les facultés de médecine, d’odontologie et de pharmacie. L’hôpital est situé sur le campus principal de l’université dans sa partie nord et a connu son dernier agrandissement majeur en 1993.
L’hôpital universitaire compte un total de 946 lits en 2010, partiellement répartis entre ses deux divisions de médecine et d’odontologie. La division de médecine dispose de 910 lits pour ses 33 sections, chacune spécialisée dans un domaine médical différent et a traité la même année 584 000 patients en consultation externe et 288 000 patients en consultation interne. La division d’odontologie dispose de 26 lits pour ses cinq divisions et a traité la même année 175 000 patients en consultation externe et 8 400 patients en consultation interne.

#### Bibliothèques
Les fonds de l’université sont gérés par un système commun comprenant une bibliothèque centrale et de son annexe ainsi que d’autres bibliothèques rattachées à des facultés, à des écoles ou à des instituts de recherche. Ses fonds comptent en 2012 un peu moins de quatre millions d’ouvrages, dont un peu moins de la moitié rédigés dans une langue autre que le japonais. La première bibliothèque est mise en place en 1876.
La bibliothèque centrale est située sur le campus de Sapporo et y dispose d’une annexe au nord de celui-ci. Elle possède un fonds de 1 649 551 livres et son annexe d’un fonds de 329 591 livres. Les autres bibliothèques disposent d’un total de 1 816 158 livres.
Les bibliothèques comptent plusieurs collections particulières, notamment un fonds spécial destiné aux zones arctiques.

#### Musée

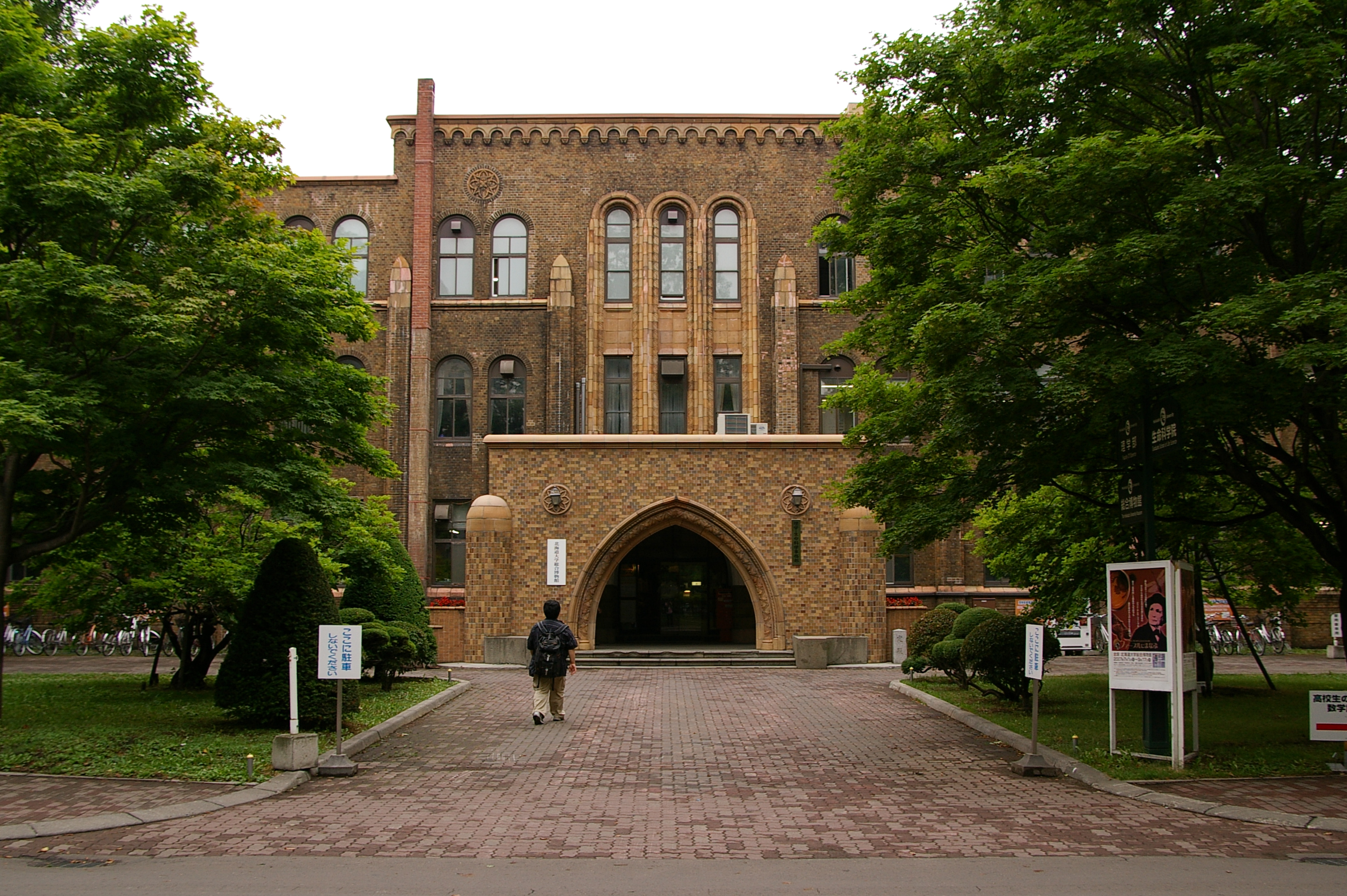
Entrée du musée.

L’université se dote en 1996 d’un musée sur le campus de Sapporo qui regroupe les fonds collectés par l’université depuis 1876. Il emménage dans les anciens locaux de la faculté des sciences construits en 1929 dans un style néogothique.
Le musée dispose d’un fonds de quelque quatre millions de pièces structuré en plusieurs collections. En 2011, il possède ainsi 400 000 plantes, 170 000 Fungi, 140 000 échantillons de varech, deux millions d’insectes, 190 000 échantillons de poissons, 2 425 invertébrés, 20 000 liés à la paléontologie ou encore 71 350 échantillons liés à la minéralogie.
Le musée utilise ses collections dans un but de recherche, d’éducation et de formation, ainsi que dans le cadre d’expositions. Ces activités sont concentrées sur l’espace géographique de Hokkaidō, c’est-à-dire l’Eurasie, la mer d'Okhotsk, et le cercle Arctique.

#### Jardin botanique

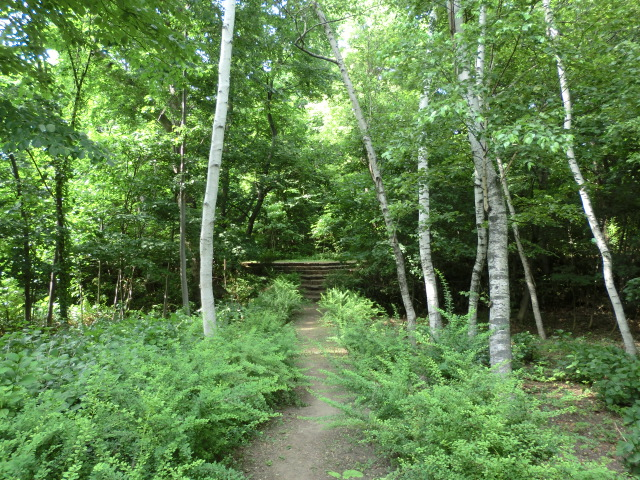
Jardin botanique de l’université.

Un jardin botanique est créé en 1886 à l’initiative de Miyabe Kingo, un enseignant de l’université y ayant étudié auparavant ainsi qu'à l’université Harvard, à partir de serres ouvertes par l’établissement en 1876. Il est ouvert à partir d’anciens terrains de la Kaitakushi situés dans le centre-ville de Sapporo, à mi-chemin entre le campus actuel de l'université et le parc Ōdōri.
L’ensemble s’étend sur quelque 14 ha et contient plusieurs espaces comme des jardins d’agrément ou des jardins botaniques dont un jardin alpin, ainsi qu’une forêt, vestige de celle qui couvrait la plaine d’Ishikawa avant la création de Sapporo, et des musées conservant des artefacts Aïnou ou des restes archéologiques de la région de la période Jōmon.
Utilisé pour les activités de recherche et de valorisation de l’université, il est aussi ouvert à des personnes extérieures à celle-ci comme des groupes scolaires.

## Enseignement et recherche

### Scolarité
Les personnes voulant intégrer l’université de Hokkaidō en tant qu’étudiants doivent préalablement passer un examen national, le test du Centre national des admissions à l'université. Les candidats ayant obtenu un score suffisant à cet examen peuvent se présenter au concours d’entrée de l’université. L’accès à celle-ci se fait à l’issue de cette seconde sélection où les épreuves sont propres à la faculté demandée. Un système annexe existe depuis 2011, les étudiants choisissant entre deux branches, sciences ou sciences humaines, et ne choisissant une faculté définitive qu’après une année de scolarité. Les étudiants proviennent la même année pour 46 % de Hokkaidō, pour 17 % du Kantō, et pour 12 % du Chubu-Hokuriku.
L’université a délivré en 2010 2 610 diplômes de licence, 1 484 diplômes de master, 152 diplômes professionnels et 525 diplômes de doctorat. Au total, l’université a délivré à la même date un total de 123 905 diplômes de licence, 39 037 diplômes de master, 784 diplômes professionnels, et 21 481 diplômes de doctorats depuis sa création. Selon une enquête du Weekly Economist de 2011, l’établissement place environ 16 % de ses diplômés dans l’une des 400 principales entreprises de l’archipel, pour un total de 2 530 diplômés, ce qui place l'établissement à la 49e place nationale pour ce critère.

### Relations internationales

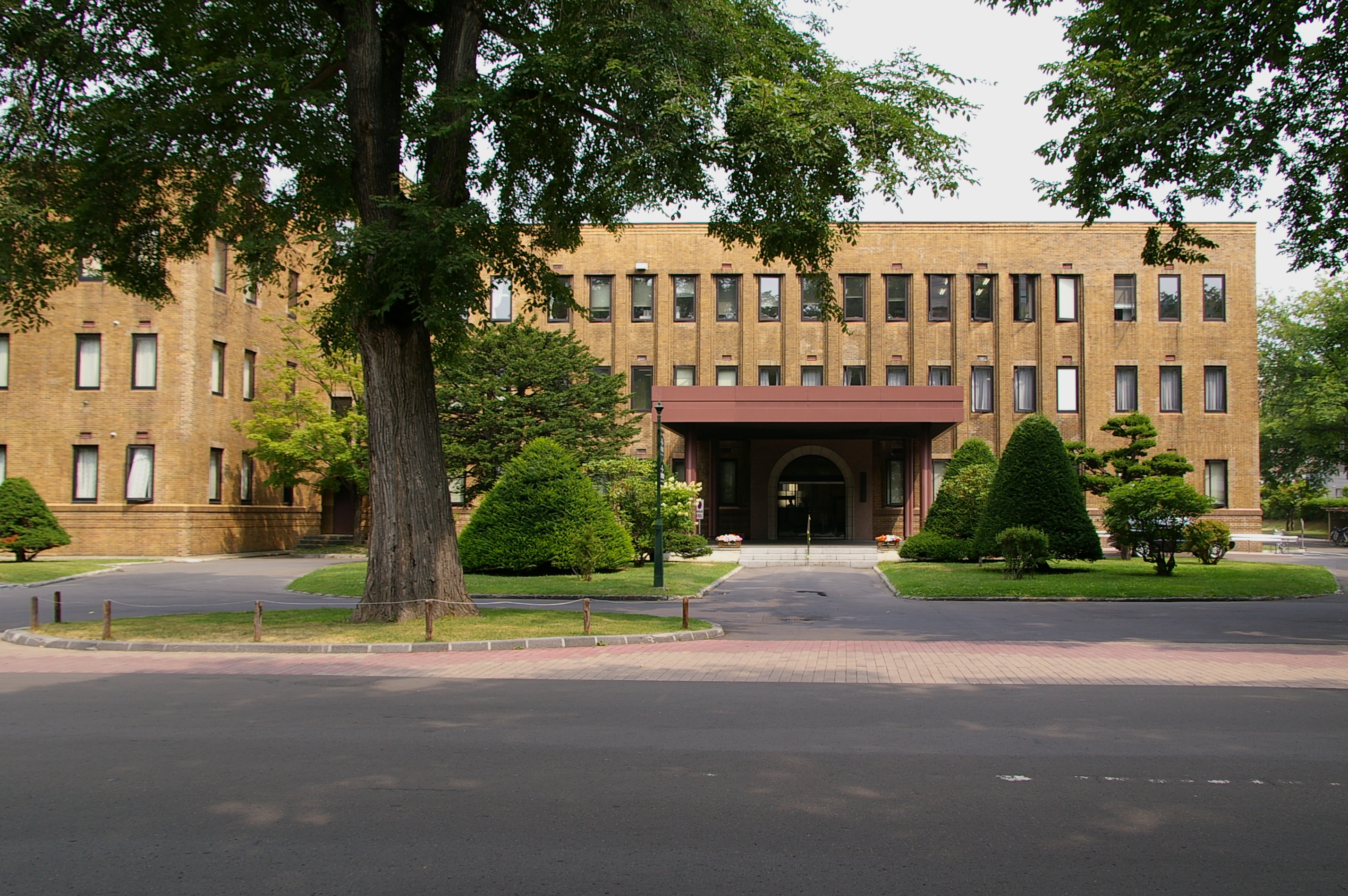
Bâtiments administratifs de l'université.

L’établissement dispose de programmes d'échange d'étudiants conclus au niveau de l'établissement ou au niveau des facultés. L'université dispose ainsi de programmes avec 110 établissements de 35 pays, et les facultés de programmes avec 169 établissements de 33 pays. Ces accords sont principalement conclus avec des établissements d’Asie (136) et d’Europe (99). Elle possède par ailleurs deux bureaux permanents à l’étranger, à Pékin et à Séoul.
Les étudiants étrangers représentent en 2011 une population de 1 340 personnes contre 700 en 2002, venant pour plus de 1 100 d’entre eux d’Asie, et étant pour plus de 1 100 inscrits en deuxième et troisième cycle. L’établissement met à disposition d’une partie d’entre eux un total de neuf dortoirs totalisant un peu plus de 700 places. L’université envoie par ailleurs des étudiants à l’étranger via des accords académiques, et en 2011 ceux-ci sont au nombre de 110 étudiants.
L'université est membre de l’Université de l'Arctique. UArctic est un réseau international d’universités, d’instituts de recherche et d’organisations ayant pour but de promouvoir, coordonner et soutenir la recherche ainsi que l’éducation en régions arctiques.

### Recherche
Les recherches menées à l’université sont financées par des acteurs publics comme privés et l’établissement intervient aussi dans des activités menées en dehors de ses murs. En 2011, un total d’un peu plus de 8 000 programmes de recherches ont été menés par l’université ou ont impliqué celle-ci à des degrés divers pour un total d’un peu plus de 18 milliards de yens. Un technocentre situé au nord du campus de Sapporo réunit par ailleurs depuis 1970 des chercheurs d’une douzaine d’entreprises qui y travaillent avec des structures de recherche de l’université ou de l’État.
L’université est aussi propriétaire de brevets déposés par ses équipes de recherches. Elle se classe au 9e rang des universités japonaises par son nombre de brevets déposés lors de l’année 2009 avec 115 dépôts enregistrés par le bureau japonais des brevets.

### Scientométrie
L’université figure dans plusieurs palmarès universitaires. En 2011, le classement de l'université Jiao-tong de Shanghai classait l’université de Hokkaidō entre la 151e et la 200e place mondiale. Le classement QS World University Rankings la positionne en 2012 à la 138e place mondiale et plus particulièrement à la 117e place pour les sciences naturelles, ainsi qu’à la 135e place pour l’ingénierie et les technologies.
Selon l’agence Thomson Reuters, l’université a publié pour la période 1999-2009 28 809 articles de recherche et les travaux de ses chercheurs ont été cités 284 189 fois, ce qui place l’établissement à la 9e place japonaise et à la 146e place mondiale.

## Implantations
L’université compte deux campus principaux, l’un situé dans la ville de Sapporo et l’autre situé dans la ville de Hakodate. À ceux-ci s'ajoutent 22 autres implantations à Hokkaidō et dans le reste du Japon. Ces dernières représentent un total de 66 000 ha, et le bâti de l’université représente 850 000 m2.

### Campus de Sapporo

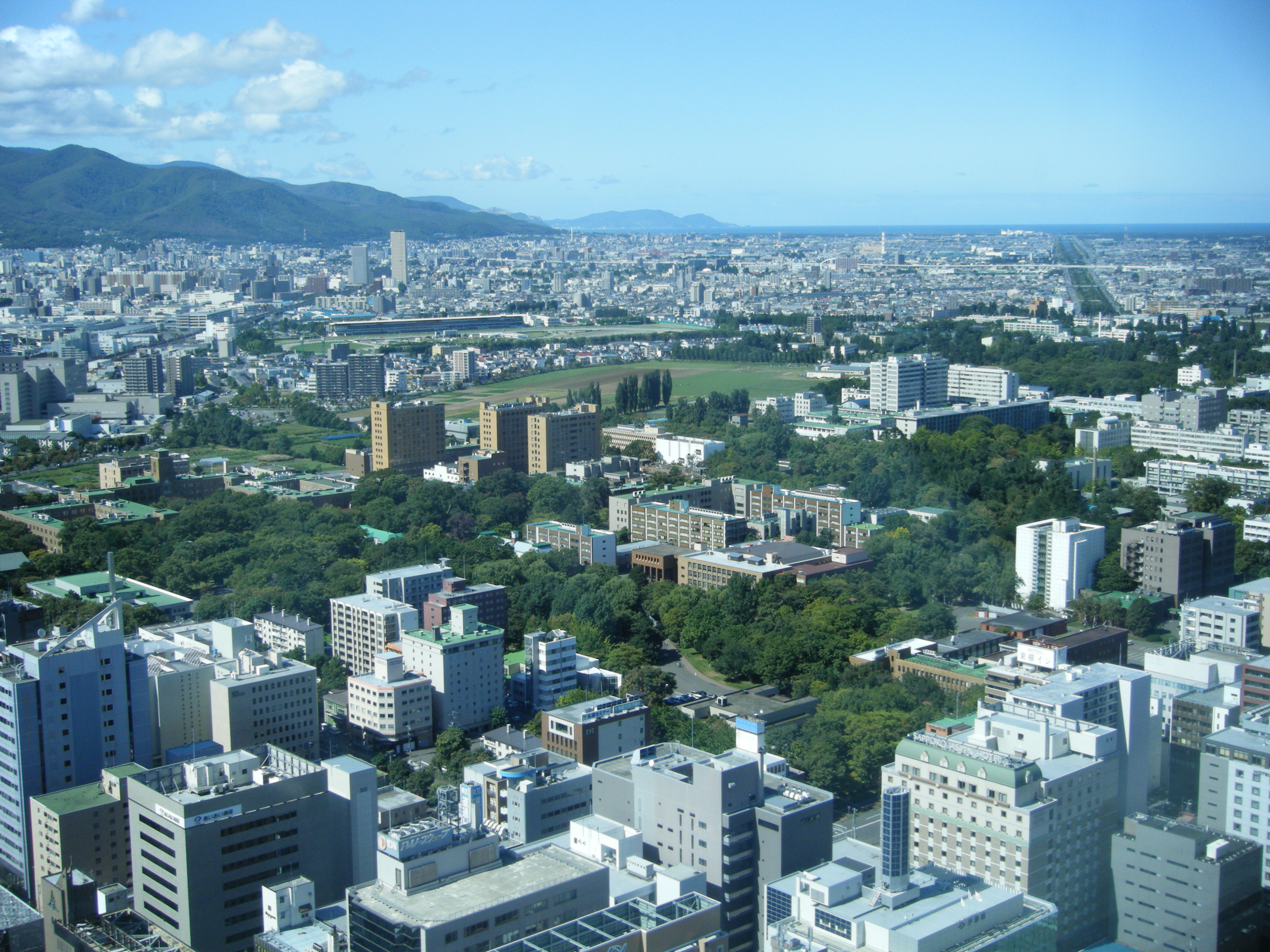
Le campus vu depuis la gare de Sapporo.

Le campus principal, le campus de Sapporo (札幌キャンパス), est utilisé à l'origine par le collège d'agriculture de Sapporo qui y gère des champs pour ses enseignements à partir de 1876. À partir de 1898 et en raison de la croissance importante des effectifs, les bâtiments d’enseignement y sont déménagés et en 1903 celui-ci est complet.
Il s’étend sur un peu plus de 177 ha et dispose de plus de 740 000 m2 de bâti. Il est situé à proximité immédiate du nord de la gare de Sapporo dans l’arrondissement nord de la ville. Les rangées de peupliers qui encadrent l’allée centrale, une espèce rare au Japon, ont été introduites afin de servir de coupe-vent et y sont plantées à partir de 1912.
Ce campus concentre la plupart des structures d’enseignement, ainsi que certains de ses lieux de recherche, la plupart des bibliothèques et les principaux lieux patrimoniaux de l'université.

### Campus de Hakodate
Le campus de Hakodate est ouvert en 1935 à la suite du déménagement du département des pêches du campus de Sapporo vers Hakodate. Il s’étend sur un peu moins de 11 ha pour moins de 28 000 m2 de bâti, et est situé à 10 minutes de transport de la gare de Hakodate. Les structures de recherches en océanographie y sont situées ainsi que des salles d’enseignement.

## Image et communication

### Symboles

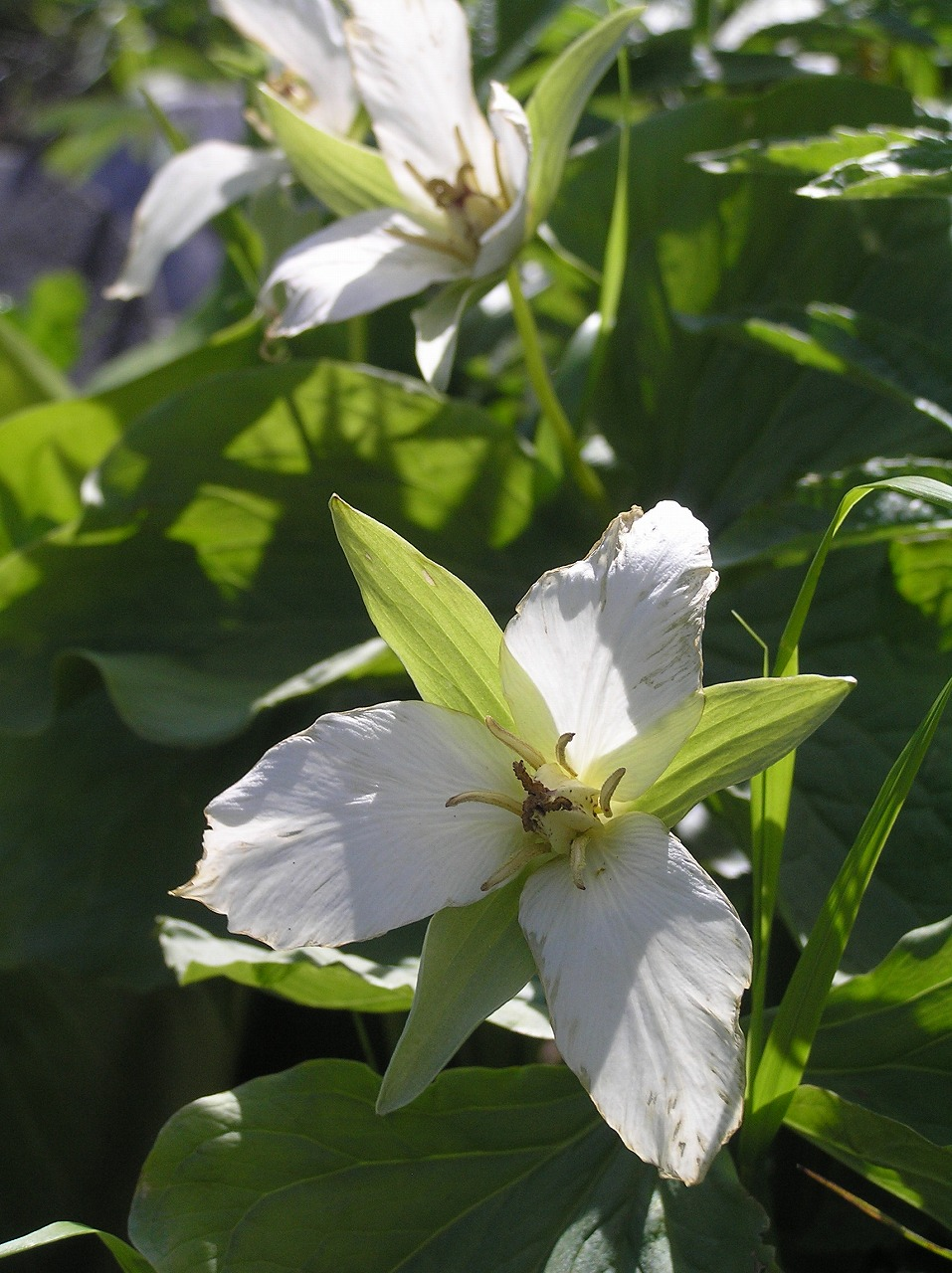
Le Trillium est l’un des symboles de l'université.

L’établissement s’est doté de plusieurs symboles pour le représenter. Il s’est ainsi choisi comme couleur le vert forêt (en), et comme fleur le Trillium camschatcense qui est par ailleurs visible sur son logo.
Un chant, « Une éternité de bonheur » (永遠の幸, Tokoshi no Sachi), est utilisé par l’université ainsi que par ses étudiants lors de différentes occasions. Il trouve son origine dans un chant indépendantiste irlandais du XIXe siècle, God Save Ireland, qui est par la suite popularisé lors de la guerre de Sécession américaine sous le nom de Tramp! Tramp! Tramp! Son air est par la suite introduit au Japon par des personnalités comme Joseph Hardy Neesima à l’université Dōshisha ou par William Smith Clark au collège d’agriculture de Sapporo, et sert de base au chant actuel. Un autre chant, « Miyako zo Yayoi » (都ぞ弥生) est lui limité au milieu étudiant et utilisé depuis 1912.

### Presses de l'université de Hokkaidō
L’université a mis en place une maison d’édition en décembre 1972 dans le but de permettre avant tout des publications internes. Celle-ci est réformée en novembre 2005 afin d’en faire une maison d’édition universitaire visant un public plus large. En 2012, le catalogue de ces presses, situées dans le campus principal de l’université à Sapporo, comporte un peu plus de 700 titres.

## Vie étudiante

### Associations et festivités
Plusieurs festivals sont organisés par l’université chaque année. La fête de l'université (北大祭, Hokudaisai) se tient tous les ans en juin sur le campus de Sapporo depuis 1958 et consiste en plusieurs activités mises en place par des étudiants ou des enseignants comme des concerts et ou des démonstrations d’expériences scientifiques.
Plusieurs associations étudiantes sont actives sur les campus de l'université. Un peu plus de 250 sont répertoriées en 2012, et sont actives dans différents domaines comme le sport ou les activités culturelles. Plusieurs associations sportives sont engagées annuellement dans une compétition qui regroupe des équipes des anciennes universités impériales.

### Évolution démographique
| 1876 | 1879 | 1881 | 1897 | 1901 | 1904 | 1908 | 1914 | 1960  |
| ---- | ---- | ---- | ---- | ---- | ---- | ---- | ---- | ----- |
| 24   | 50   | 300  | 175  | 300  | 400  | 700  | 900  | 5 000 |

| 2011   | - | - | - | - | - | - | - | - |
| ------ | - | - | - | - | - | - | - | - |
| 18 227 | - | - | - | - | - | - | - | - |

## Personnalités liées à l'université

### Enseignants

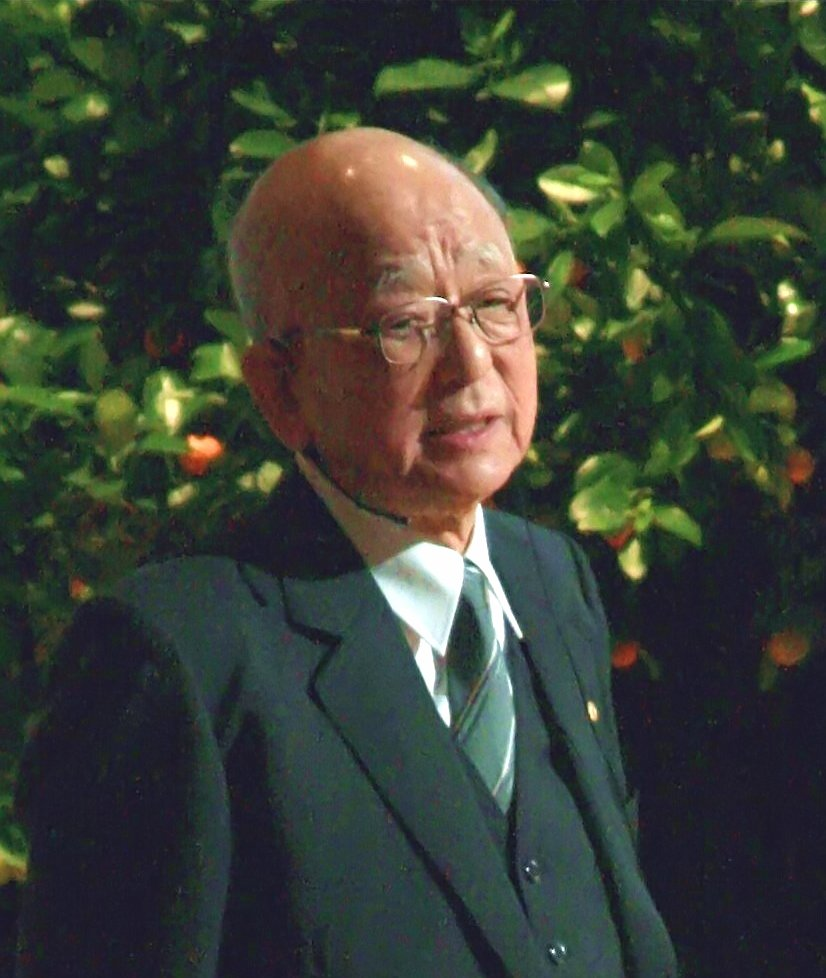
Akira Suzuki, prix Nobel de chimie 2010, étudiant puis chercheur à l’université de Hokkaidō.

L’université a compté dans son corps enseignant plusieurs conseillers étrangers dans ses premières années de fonctionnement comme William Smith Clark ou William Penn Brooks.
Dans le domaine scientifique, le prix Nobel de chimie 2010 Akira Suzuki y a enseigné après y avoir été étudiant ; cinq enseignants de l’université se sont par ailleurs vu décerner le titre de personnalités d'intérêt culturel par le gouvernement japonais, et deux autres celui de l’Ordre de la Culture.

### Étudiants
L’université compte dans le domaine scientifique plusieurs personnalités parmi ses anciens étudiants : Le spationaute Mamoru Mohri y a étudié, tout comme le prix Nobel de chimie 2010 Akira Suzuki, ou encore le premier chirurgien japonais à effectuer une greffe cardiaque, Juro Wada.
Dans le domaine des arts, des étudiants ont reçu le prix Akutagawa, dont Yoshinori Yagi en 1944, Yuriko Katō en 1982, ou Akiko Akazome en 2010.
En 2011, 6 des 722 parlementaires japonais sont issus de l’université, ce qui place l'établissement à la 16e place au niveau national.